# Cabana de menstruação

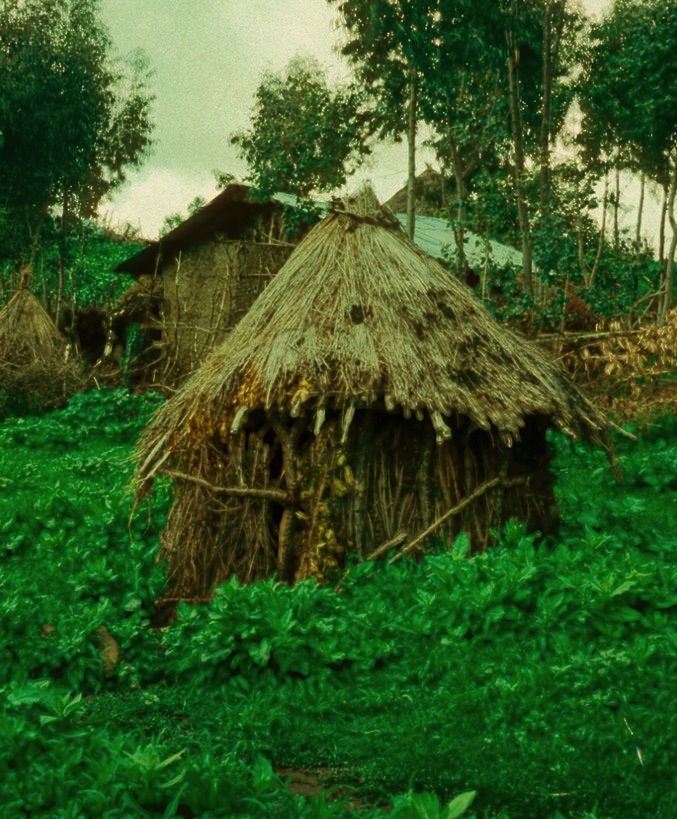
Uma cabana de niddá (Mergem Gogo) no vilarejo judeu de Ambober no norte da Etiópia, 1976. Mulheres da comunidade Beta Israel deixavam suas casas e ficavam na cabana durante a menstruação, até poderem se purificar ritualmente no rio e retornar para casa.

Cabana de menstruação é um lugar de reclusão ou isolamento usado por certas culturas com fortes tabus menstruais. A mesma estrutura ou uma similar pode ser usada para parto e resguardo pós-parto, com base em crenças sobre impureza ritual. Essas cabanas geralmente são construídas perto da casa da família, têm portas pequenas e frequentemente estão em estado de degradação, com saneamento e ventilação precários e sem janelas. A versão nepalesa, o Chhaupadi, é provavelmente o exemplo mais conhecido, mas as atitudes culturais em relação à menstruação ao redor do mundo fazem com que essas cabanas existam, ou existissem até recentemente, em outros lugares também. O uso de cabanas menstruais continua sendo causa de morte, por exposição, desidratação, picada de cobra, inalação de fumaça etc. O uso dessas cabanas é ilegal em alguns lugares.

## Culturas

### Uso na Etiópia entre mulheres judias
Na comunidade judaica da Etiópia, quando uma mulher se torna Niddá (impura durante a menstruação), ela pode permanecer em uma cabana de niddá por parte desse período. Essas cabanas não existem em Israel, mas existem nas terras altas etíopes, conhecidas pela comunidade judaica etíope como margam gojo. As mulheres devem permanecer na cabana, geralmente localizada nos arredores da aldeia, por sete dias. Mulheres relatam opiniões tanto negativas quanto positivas sobre a prática. Algumas descrevem medo, frio e falta de comida, enquanto outras desfrutam da interação social, do relaxamento e do descanso. Enquanto estão nessas cabanas, as mulheres não podem cozinhar, exceto café e torração de grãos. Outras pessoas podem levar alimento até elas, mas tomando cuidado para evitar contato físico.
No interior dos margam gojo há poucos utensílios, alguns instrumentos e mobília básica. Pedras são colocadas em círculo ao redor da cabana de menstruação em um raio de um metro e meio para ajudar a distinguir entre espaços considerados impuros e puros. Se alguém entrar em contato com a mulher durante a menstruação, essa pessoa também terá que permanecer na cabana. Para evitar o contato, as famílias das mulheres deixam comida do lado de fora da porta.
Para evitar contaminar ritualmente seus alimentos ou bebidas com sangue, o que os tornaria impróprios para consumo, as mulheres usam cintos de couro sob as camisas, aos quais são amarrados tecidos destinados a conter o fluxo de sangue. Durante a menstruação, uma mulher não pode entrar em rios ou atravessá-los, pois seu sangue menstrual os tornaria ritualmente impuros. Depois que a mulher termina a menstruação, outra mulher a observa imergir em um rio. Ali, a mulher que acabou de menstruar lava-se e lava as roupas que usava no margam gojo. Após ela e suas roupas estarem limpas, trocará para roupas puras que foram trazidas de sua casa. A única vez em que uma mulher judia deixa de ir ao margam gojo é quando inicia a menopausa, pois isso encerra a impureza.[carece de fontes?]

### Chhaupadi no Nepal
De acordo com a tradição do Chhaupadi, mulheres hindus no oeste do Nepal residem em uma pequena cabana, chamada Chhau Goth, por cinco dias durante a menstruação. Contudo, para quem menstrua pela primeira vez, a tradição exige permanecer na cabana por pelo menos quatorze dias. Em algumas comunidades, essas cabanas também podem ser usadas por mulheres grávidas para realizar partos. As cabanas podem ser feitas de barro e pedras e ter telhados de palha. Normalmente, não têm janelas, e as mulheres dormem sobre palha no chão, cobrindo-se com um cobertor fino. Em uma pesquisa nepalesa em torno de 2017, um distrito com cerca de 49.000 domicílios tinha mais de 500 dessas cabanas. Embora a prática de usar cabanas menstruais tenha sido tornada ilegal em 2005 pela suprema corte do Nepal, a primeira prisão sob essa legislação só ocorreu em 2019.

### Índia
Em muitos estados indianos, a prática de banir mulheres e meninas durante a menstruação é comum. É especialmente prevalente entre os Gonds, o maior grupo tribal do centro da Índia, presente em Maharashtra, Chhattisgarh, Andhra Pradesh e Odisha, bem como entre grupos étnicos Madiya. Essas cabanas, conhecidas localmente como "kurma ghar" ou "gaokar", carecem de comodidades básicas como camas adequadas, água limpa e banheiros funcionais. Como as mulheres menstruadas não podem cozinhar, os gaokors não têm cozinha. As que ficam dentro dependem de familiares para levar alimento e suprimentos. A responsabilidade pela manutenção dessas cabanas não recai sobre ninguém, pois são consideradas propriedade pública. Elas geralmente ficam nos arredores da aldeia ou perto de uma floresta. As condições insalubres, aliadas a práticas menstruais pouco higiênicas — muitas mulheres usam tiras de folhas de mahua cobertas com cascas de arroz como absorventes — frequentemente levam a infecções, doenças e, às vezes, até a óbitos. As cabanas deterioradas oferecem pouca proteção contra animais selvagens.
Segundo representante da ONG local Sparsh, pelo menos oito mulheres morreram somente em Gadchiroli desde 2011 em decorrência desse confinamento forçado. Algumas sucumbiram a pneumonia, outras foram picadas por cobras. Jayanti Baburao Gawade, de 47 anos, foi enviada à cabana menstrual enquanto tinha febre e pressão alta e foi encontrada morta pela família na manhã seguinte em Ettapalli, distrito de Gadchiroli, em novembro de 2017. Durante o Ciclone Gaja no distrito de Thanjavur, no Tamil Nadu, uma menina de 14 anos foi morta quando um coqueiro caiu sobre a cabana onde estava abrigada, pois menstruava.
Em 2015, a Comissão Nacional de Direitos Humanos chamou a prática de "uma violação dos direitos humanos" e ordenou que Maharashtra tomasse medidas para pôr fim ao costume. Religião e tradição são frequentemente citadas para justificar as restrições. Acredita-se que a prática não possa ser mudada porque "foi decretada por nossos deuses" e, se desobedecessem, atrairiam a ira dos deuses e trariam doença e morte à família.
Muitas meninas são obrigadas a faltar à escola devido a essa prática. Estima-se que 23% das meninas na Índia abandonem os estudos ao iniciarem a menstruação. Esse costume frequentemente impede que façam exames durante o período menstrual, resultando em poucas que continuam os estudos após a conclusão do ensino médio.
Para combater o estigma e os tabus em torno da menstruação, várias campanhas em redes sociais foram lançadas. A campanha #periodforchange, iniciada pelo Kachra Project, incentivou a discussão sobre o tema. #Happytobleed é outra contracampanha para combater o sexismo que as mulheres enfrentam em virtude dos tabus menstruais, reconhecendo a menstruação como um evento normal que não precisa de véus para ser ocultado.

### Culturas da Indonésia
Os Huaulu têm ideias rígidas sobre cabanas menstruais. As cabanas são feitas de madeira de sagú e cobertura de folhas de sagú. Apenas mulheres podem construí-las, pois homens não têm permissão para se aproximar sob pena de morte. As cabanas são construídas de costas para a aldeia e não têm janelas voltadas para ela. São usadas para menstruação, todos os partos e algumas mulheres e crianças pequenas também podem ficar nelas. Frequentemente várias mulheres compartilham a mesma cabana. Homens jamais são bem-vindos, mas meninos abaixo da puberdade podem ficar, embora não possam olhar pelas janelas.
As mulheres devem permanecer fora da aldeia durante a menstruação, mas podem percorrer a floresta e áreas ao redor. Não podem encontrar ou ajudar os maridos, mas podem juntar seu próprio alimento e entreter-se com músicas e histórias na cabana.
Durante a menstruação, as mulheres são consideradas impuras, não podendo interagir com os homens ou permanecer na aldeia. Elas se veem como protetoras dos homens, pois conseguem lidar com a menstruação e mantêm os homens seguros e limpos. As mulheres menstruantes devem tomar banho em uma fonte especial onde homens não têm acesso.
Os Kodi mantêm a menstruação em segredo, usando-a como fonte de manipulação feminina e bruxaria ou medicina natural. As mulheres podem cumprir todas as suas funções durante a menstruação. Outras mulheres cuidam das menstruantes, observando vários simbolismos, tabus e rituais.

### Outros
Em Yap (parte da Micronésia), após o parto, mulheres e recém-nascidos passam um período em uma cabana menstrual enquanto o pai tem folga.[carece de fontes?] As mulheres yapese têm muitos tabus e segredos em torno da menstruação. Usam as cabanas para se ocultar e evitar constrangimento diante dos homens. Também são usadas para partos e cuidados pós-parto. As mulheres mais velhas ensinam às mais jovens práticas de saúde, especialmente sobre menstruação e parto, além de outras tarefas exigidas às yapese.
As mulheres Yurok da Califórnia viviam em cabanas menstruais construídas próximas à casa principal. As mulheres yurok tinham que permanecer na cabana menstruai, seguindo regras sob pena de consequências para si, para as outras mulheres e para toda a aldeia, pois detinham grande poder nesse período. Itens usados por elas também eram considerados impuros, mas as próprias mulheres se viam muito poderosas e evitavam tarefas triviais durante a menstruação.
Os povos Páez dos planaltos do sudoeste da Colômbia usavam anteriormente cabanas menstruais.